# ペディグリー

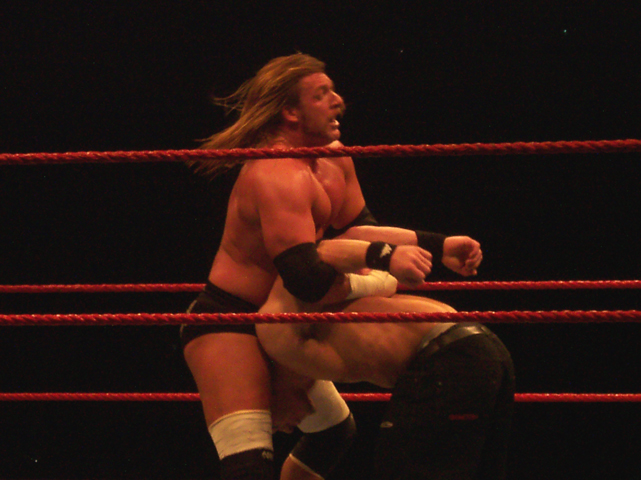
トリプルHによるペディグリー。

ペディグリー（Pedigree）は、プロレス技の一種である。

## 概要
トリプルHのオリジナル技。ダブルアーム・フェイス・バスターであり、ダブルアーム・スープレックスの状態からやや後方にジャンプして膝で着地し、自分の股に挟んで固定している相手の顔面を叩きつける。両手と頭が固定されているために受身が不可能であり、食らった相手は抵抗できないまま顔面を叩きつけられてしまう。
ペディグリーの意味は「高貴なる血統」。技名はトリプルHがフランス系貴族のギミックを使っていた頃の名残が由来。
ペディグリーが開発された当初の形は相手をダブルアーム・スープレックスの要領で持ち上げて、その上で垂直に跳躍して顔面ではなく額の辺りを全体重をかけて叩きつける変形ジャンピング・ダブルアーム・パイルドライバーであったが、この形は腕と頭がロックされていて受身が完全に不可能であるため相手を死に至らしめる危険性のある非常に危険なものであり、後にWWF（現：WWE）で「パイルドライバー禁止令」が発されてからは現在のようなダブルアーム・フェイス・バスターに改良された。
トリプルHはマクマホン一家、レフェリー、リングアナウンサー、司会者などの非レスラーに対してペディグリーを仕掛ける場合は跳躍した瞬間に両手のロックを外して受身を取らせる手加減型を使用していたが2005年、疲労による長期休養から復帰して以降は非レスラーに手加減をしないで技を仕掛けている。
バティスタ曰く、この型からでも「恐怖を覚える技」とコメントしている。それ故に、この型が当たる直前に足を受身代わりにダメージを和らげるレスラーも多いと言われている。
ペディグリーの起源はトリプルHがコワルスキー道場での練習生時代にスパーリング中に他の練習生がダブルアーム・スープレックスを失敗して額から叩きつけるような形になったのを目撃したことからヒントを得たものとされる。
アンドレ・ザ・ジャイアントは対アントニオ猪木戦で両手首を掴み、相手の顔面を叩きつける変型ダブルアーム・フェイス・バスターを使用したことがある。
応用技として相手をコーナー最上段に座らせて自身もセカンドロープに登って仕掛ける雪崩式がある。

## 主な使用者
- トリプルH
- セス・ロリンズ
- ディンゴ
- 飯塚高史
- ディック東郷
- 大王QUALLT
- 玄海
- HUB
- ヨシタツ
- 佐々木大輔
- 征矢匠
- 男色ディーノ - 自身のタイツに相手の顔を埋めた状態から仕掛けるのを男色ペディグリーの名称で使用。

## 派生技

### シットダウン・ペディグリー
リバース・タイガー・ドライバー
山川竜司と葛西純の得意技。ペディグリーと同じくダブルアームからフェイス・バスターで落とす技であるが、掛ける側が開脚して尻餅をつく点が異なる。

### 高角度式ペディグリー
FFF（トリプル・エフ）
SUWAの得意技。ダブルアームの体勢から一度相手を持ち上げてから叩きつける高角度のペディグリー。技名はトリプルHとは無関係である。
ブレイクハート
宮原健斗の必殺技。リバース・フルネルソンの体勢から相手を逆さまに担ぎ上げ、前方へ投げ落とすと同時に両膝からシットダウンし、顔面からマットに叩きつける高角度のダブルアーム式フェイスバスター。

### 旋回式ペディグリー
琉'S（リュウズ）
神田裕之の得意技。ダブルアームの体勢から半回転捻ってのペディグリー。
エンジェルズ・ウィングス
クリストファー・ダニエルズの得意技。いわゆる旋回式リバース・タイガー・ドライバーで、神田裕之の琉'sとは自分の両脚を開脚して尻餅をつく点が異なる。